# 청나일주

청나일주의 위치

청나일주(아랍어: النيل الأزرق)는 수단 남부에 위치한 주로, 주도는 아드다마진이며 인구는 832,112명(2006년 기준), 면적은 45,844km2이다. 동쪽으로는 에티오피아, 남쪽으로는 남수단과 국경을 접한다.

## 행정 구역
다음은 청나일주에 속하는 도시이다.
- 아드다마진
- 바우
- 게이산
- 쿠르무크
- 로제이어스
- 타다몬